# Нильсен, Евгений Александрович
Евгений Александрович Нильсен (29 сентября 1872, Санкт-Петербург — 21 июня 1965, Ялта, Крымская область) — один из основателей НИИ физических методов лечения им. И. М. Сеченова, учёный, невролог, физиотерапевт.

## Биография
В 1896 году окончил Императорскую военно-медицинскую академию (Военно-медицинская академия им. С. М. Кирова) в Санкт-Петербурге. Врачебную службу начал ординатором военного госпиталя в Варшаве под руководством профессора Л. В. Блюменау. В этот период Е. А. Нильсен опубликовал свои первые научные работы: «Об особенностях письма у душевно больных», «О связи душевных болезней с преступностью в армии», «Об освидетельствовании призываемых» и другие. В 1907 году в клинике профессора В. М. Бехтерева Е. А. Нильсен защитил диссертацию на соискание учёной степени доктора медицинских наук на тему: «Патологическая анатомия нервной системы при хроническом алкоголизме».
В 1913 году Е. А. Нильсен уволился с военной службы и по приглашению профессора А. Е. Щербака принял должность его заместителя. С этого года они проводят работу по созданию Института физических методов лечения, открывшегося 12 мая 1914 года в Севастополе. В 1923 году был утверждён руководителем неврологической клиники.
После смерти профессора А. Е. Щербака 23 апреля 1934 года Е. А. Нильсен назначается директором Государственного Центрального Научно-исследовательского института физических методов лечения им. проф. Сеченова и остаётся им вплоть до ухода на пенсию в 1951 году.
В 1938 году был избран населением города Севастополя депутатом Верховного Совета Крымской АССР.
В период Великой Отечественной войны в сентябре 1941 года вместе с институтом эвакуировался на курорт Боровое, ныне Бурабай в Казахстане. В 1943 году институт был переведён в Кисловодск, где Е. А. Нильсен работал на базе эвакогоспиталя, а в 1944 году вместе с институтом вернулся в Крым, в связи с разрушениями в Севастополе институт был перебазирован в Ялту.
Работал в здании Корпуса «Пироговский» Института имени И. М. Сеченова.
Он был членом ЦИК Крыма, неоднократно избирался депутатом Севастопольского горсовета, заместителем председателя Всесоюзного общества физиотерапевтов. Возглавлял общество физиотерапевтов и курортологов города Ялты, участвовал во Всесоюзных съездах физиотерапевтов и курортологов.
Похоронен на Старом городском кладбище Ялты (могила  Объект культурного наследия народов РФ регионального значения. Рег. № 911710906820005 (ЕГРОКН)).

## Научная деятельность
Под его руководством Б. В. Лихтерман исследовал влияние различных методов — при травмах периферической нервной системы, Г. М. Славский — на скорость заживления черепно-мозговых травм, А. Н. Гольдман — при интоксикациях, А. И. Соркин — на восстановление слуха при контузиях головного мозга и др.
Под редакцией проф. Е. А. Нильсена вышли все труды А. Е. Щербака, монографии В. А. Глинки, М. М. Орлова, Б. В. Лихтермана, М. А. Бородиной, В. Л. Товбина, А. А. Бельского, М. Э. Утцаля, руководства по физиотерапии и др.
Свыше 100 печатных работ, среди которых монографии, руководства.

## Награды и признание
Ему было присвоено звание заслуженного деятеля науки РСФСР, Героя Труда. Он был награждён орденом Ленина, медалями «За победу над Германией в Великой Отечественной войне», «За доблестный труд», «За оборону Кавказа».

## Семья
- Брат — Виктор Александрович Нильсен.
- Сын — Евгений Евгеньевич Нильсен  (1917 – 2005), родился в  Севастополе. В 1942 году закончил Крымский медицинский институт и был призван в ряды Красной Армии старшим врачом  818 артиллерийского полка 394 сводной дивизии 46-й армии. После войны Нильсену было присвоено звание полковника. Имел боевые медали и ордена: орден  Красной Звезды, орден «Отечественной войны 1 степени»; медали: «За освобождение Белграда», «За взятие Вены», «За боевые заслуги», «За победу над Германией»; 11 юбилейных медалей; медаль «Ветеран труда». После войны  Евгений Евгеньевич был направлен  в Саки, где прошел курсы повышения квалификации по рентгенологии, диетологии, физиотерапии. В 1957 году приехал по распределению в Сочи. Был назначен зав. отделением санатория «Аврора» в Хосте. В 1964 году был назначен  начальником Санатория МВД «Хоста»[3].